# Nits
Pour les articles homonymes, voir Nit.
Nits, aussi nommé The Nits, est un groupe néerlandais de pop, originaire d'Amsterdam. Formé en 1974, il est surnommé « le secret le mieux gardé de la pop » par Télérama et « les Beatles hollandais » par Le Temps.

## Histoire

### Débuts et années 1980

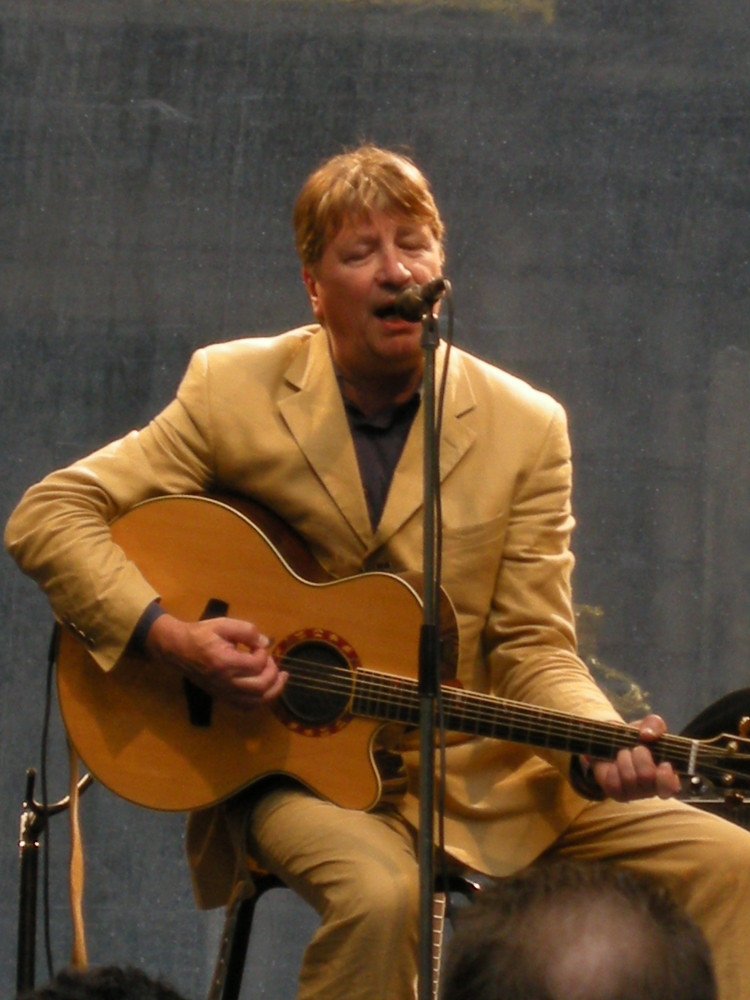
Henk Hofstede.

Formé en 1974 dans le grenier d'un squat d'Amsterdam, le groupe réunit quatre étudiants, : Henk Hofstede (chant, guitare, claviers) et Alex Roelofs (basse), tous deux étudiants à la Gerrit Rietveld Academie ; Rob Kloet (batterie) et Michiel Peters (guitare, chant). Ils choisissent d'emblée de chanter en anglais, « parce qu'il n'existe pas de tradition d'expression musicale en néerlandais ». Influencé par la pop anglaise des Beatles, The Move ou encore des Kinks, le groupe s'impose dès ses premiers albums, The Nits (1977) et Tent (1979), comme le premier représentant de la new wave aux Pays-Bas. Mais contrairement à d'autres groupes pop néerlandais qui jouent uniquement dans leur pays, les Nits sont les premiers à viser un public international. Dès les années 1980, ils se produisent sur scène dans plusieurs pays d'Europe, gagnant un public de fans inconditionnels et un succès d'estime. 
Durant la décennie, Alex Roelofs et Michiel Peters quittent les Nits, tandis que les rejoignent Joke Geraets et Robert Jan Stips. Ce dernier, déjà producteur du groupe, reprend le rôle de claviériste jusque-là tenu par Henk Hofstede. Le groupe se forge un style bien à lui, une pop tantôt drôle et entraînante, tantôt mélancolique, toujours mélodique, avec des chansons de plus en plus construites. Parmi les morceaux qui attirent l'attention du public durant cette période, figurent Adieu Sweet Bahnhof, Nescio, Sketches of Spain et In the Dutch Mountains.  En 1988, Leonard Cohen, rencontré dans un studio télé à Bruxelles, leur propose de l'accompagner pour sa tournée, mais les Nits, eux-mêmes en pleine tournée, sont contraints de refuser. Le chanteur canadien restera une référence majeure pour Henk Hofstede, au point de reprendre son répertoire sur scène à partir de 2006, avec une autre formation, baptisée Avalanche Quartet.    

### Années 1990–2000

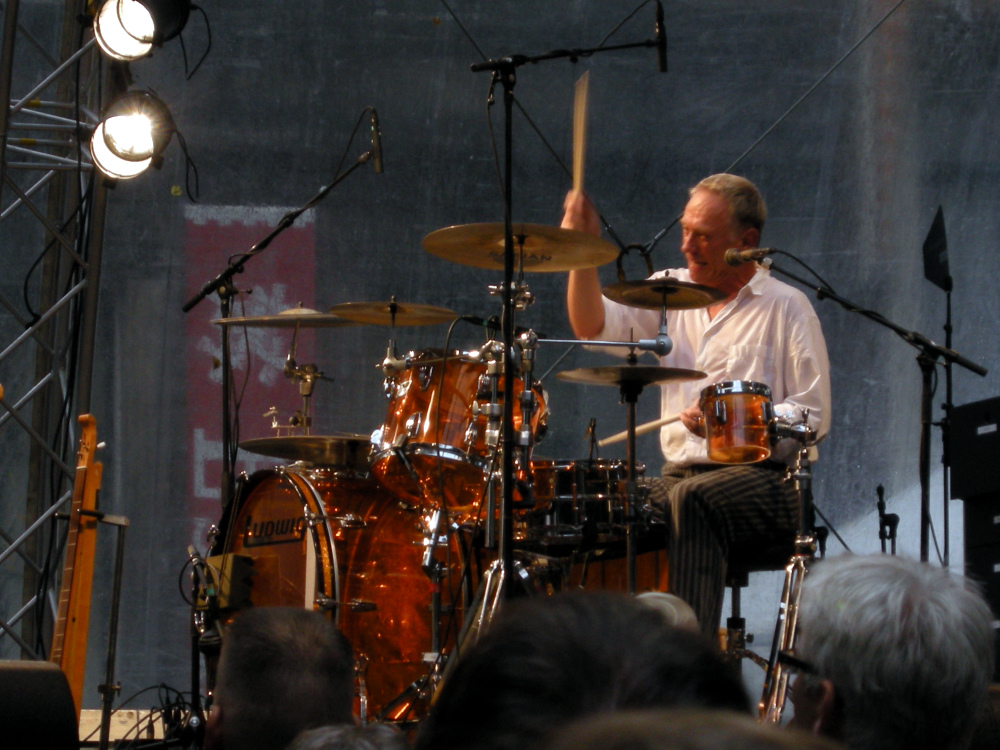
Rob Kloet.

Bâti comme un conte de fées, Giant Normal Dwarf marque en 1990 un tournant musical. Plutôt que de poursuivre dans la veine du succès de In the Dutch Mountains et du live Urk, le groupe s'oriente vers une pop plus introspective, tout en diversifiant sa palette sonore.
En 1992, Hjuvi - A Rhapsody in Time, initié par Robert Jan Stips, est un hommage à la musique classique contemporaine. On[Qui ?] y croise les ombres d'Erik Satie, George Gershwin et Béla Bartók. Il est le pendant orchestral de Ting, sorti la même année et considéré par certains comme le chef-d'œuvre des Nits. Ting joue sur la nuance et le silence : un piano de cristal, une voix retenue, quelques larmes de violoncelle. En guise de batterie, des sculptures frôlées par des baguettes et des boîtes d'allumettes secouées par le public.
En 1996, Robert Jan Stips quitte le groupe à la fin de la tournée Greatest Hits, suivi de peu par Peter Meuris et Martin Bakker, membres des Nits depuis 1991. Deux ans plus tard, Arwen Linneman à la basse et Laetitia van Krieken au clavier ayant rejoint Henk Hofstede et Rob Kloet, paraît l'album Alankomaat, qui renoue avec une pop plus traditionnelle. 
En novembre 2000, les Nits organisent à Utrecht le concert Greatest Nits pour célébrer leur 25 ans d'existence, invitant pour l'occasion les anciens membres du groupe et des fans à interpréter leurs chansons favorites,.  L'année suivante, Henk Hofstede participe à la 6e Biennale d'art contemporain de Lyon : de son installation, intitulée A Portable House, il tire quelques mois plus tard un album solo. En 2003, Robert Jan Stips retrouve Nits à l'occasion de l'album intitulé 1974, sorti pour leur trentième anniversaire, reformant ainsi le trio emblématique. Par la suite, le groupe continue d'innover, s'adjoignant par exemple les violons du Mondrian Quartet en 2005, sur le mélancolique album Les Nuits. Doing the Dishes sort le 21 janvier 2008 aux Pays-Bas, se classant numéro 8 des ventes dès la première semaine. C'est un album plutôt joyeux et enlevé, très cohérent malgré ses sources multiples : un peu de folk (on y retrouve l'influence de Bob Dylan et de Tom Petty), de la new wave des années 1980 et même du rock 'n' roll. À l'automne 2009, les Nits continuent de creuser leur sillon pop avec Strawberry Wood, dont l'influence « beatlesienne » est revendiquée dès le titre. Malpensa sort à la fin de l'hiver 2012. Enregistré en différents lieux et notamment dans un château en Italie, l'album est marqué par des refrains évanescents et des ambiances aériennes enveloppés dans un son électronique. 

### Depuis les années 2010
En 2014, à l'occasion de son 40e anniversaire, le groupe édite un coffret intitulé Nits?, rassemblant sur trois CD 55 morceaux, ainsi qu'un DVD contenant 19 vidéos.
Les nombreuses prestations scéniques des Nits, soigneusement mises en scène depuis leurs débuts par Paul et Tom Telman, respectivement pour le son et les lumières, leur valent d'être acclamés par leur public et la critique. Excellents musiciens, les Nits produisent eux-mêmes leurs albums et s'attachent à créer une ambiance sonore riche, agrémentée par des montages vidéo toujours renouvelés. Leur simplicité et leur bonne humeur participent également à l'ambiance chaleureuse de leurs tournées. Réputés pour leur sens aigu de la mélodie et la finesse de leur jeu, les Nits ont su apporter un vent frais à la musique pop, ne cessant d'explorer différentes voies, sans craindre de prendre des risques,. Le soutien de leur public et la reconnaissance de la profession ne leur ont pourtant jamais vraiment permis de dépasser une relative confidentialité, leur conférant un statut de groupe culte.
Le 16 mai 2022, le studio des Nits, baptisé De Werf, un ancien gymnase d'Amsterdam où le groupe répétait et conservait ses archives et son matériel, est entièrement détruit par un incendie. Dans la foulée, le groupe prépare son 25e album et son cinquantième anniversaire, en 2024. Tree House Fire, un mini-album composé de six chansons inspirées par l’incendie du studio d’Amsterdam, sort 19 janvier 2024,. Un premier extrait, le single The Tree, est édité le 12 janvier.

## Accueil
Pour Olivier Horner du journal suisse Le Temps, le groupe est l'« un des trésors les mieux gardés de l'histoire de la pop moderne ». Stéphane Davet, du journal Le Monde s'interroge : «  éternelle énigme : pourquoi les Nits ne sont-ils pas aujourd'hui l'un des groupes les plus célèbres au monde ? ». « Choyé par la critique, méconnu du grand public, les Nits demeure un des secrets les mieux gardés de la pop. Une pop singulière, poétique et affranchie, qui n’a de cesse de se remettre en question depuis leurs débuts », pour son collègue Franck Colombani.
Pour Noémie Lecoq des Inrockuptibles, « même dans le dépouillement, les Nits ne se débarrassent jamais de leur raffinement, incapables de réprimer de-ci de-là quelques enluminures à la feuille d’or ». Ils sont « trop excentrés, excentriques, discrets, intelligents sans doute, les Nits sont les Beatles miniaturistes d’une Europe multilingue, lettrée et rêveuse, qui reste à l’état de fantasme » selon son collègue Christophe Conte. 

## Membres

### Membres actuels
- Henk Hofstede (nl) (chant, guitare et auteur-compositeur) depuis 1974 (membre fondateur)
- Rob Kloet (nl) (batterie, percussions) : depuis 1974 (membre fondateur)
- Robert Jan Stips (claviers) : 1983-1996 ; depuis 2003

### Anciens membres
- Alex Roelofs (nl) (basse, chœurs) : 1974-1981 (membre fondateur)
- Michiel Peters (nl) (guitare, chant) : 1974-1985 (membre fondateur)
- Joke Geraets (basse, guitare, chœurs) : 1986-1991 (mais inactive après 1989 en raison de problèmes de santé)
- Peter Meuris (violon) : 1991-1996
- Martin Bakker (basse, ancien membre de Gruppo Sportivo) : 1991-1996
- Laeticia van Krieken (claviers) : 1998-2004
- Arwen Linnemann (basse) : 1998-2003

## Discographie

### Albums studio
- 1978 : The Nits
- 1979 :  Tent
- 1880 : New Flat
- 1981 : Work)
- 1983 : Kilo (EP)
- 1983 : Omsk
- 1984 : Adieu Sweet Bahnhof
- 1986 : Henk
- 1987 : In the Dutch Mountains
- 1989 : Hat (EP)
- 1990 : Giant Normal Dwarf
- 1992 : Hjuvi - A Rhapsody in Time (avec le Radio Symphony Orchestra)
- 1992 : Ting
- 1994 : dA dA dA
- 1995 : Dankzij de Dijken (en tant que FRITS, avec Freek de Jonge, leur seul album en néerlandais)
- 1998 : Alankomaat
- 2000 : Wool
- 2003 : 1974
- 2005 : Les Nuits
- 2008 : Doing the Dishes
- 2009 : Strawberry Wood
- 2012 : Malpensa
- 2017 : Angst
- 2019 : Knot
- 2022 : Neon
- 2024 : Tree House Fire

### Albums live
- 1989 : Urk
- 2015 : Hotel Europa

### Compilations
- 1995 : Nest
- 1996 : Quest (compilation de faces B et de raretés)
- 2000 : Hits
- 2014 : Nits?